# Ordre multiplicatif
En mathématiques et plus précisément en arithmétique modulaire, l'ordre multiplicatif, modulo un entier naturel n, d'un entier relatif a premier à n, est le plus petit entier k > 0 tel que ak ≡ 1 (mod n).
L'ordre de a modulo n est écrit parfois ordn(a).
Par exemple, ord7(4) = 3 car 43 ≡ 1 (mod 7), tandis que 42 ≡ 2 (mod 7).
De façon équivalente, l'ordre multiplicatif de a modulo n est l'ordre du résidu de a modulo n, dans le groupe multiplicatif U(n)  des unités de l'anneau ℤ/nℤ. Les éléments de ce groupe sont les résidus modulo n des nombres premiers avec n, et il y en a φ(n), φ étant la fonction indicatrice d'Euler.
D'après le théorème de Lagrange, ordn(a) divise donc φ(n) – c'est le théorème d'Euler – et lui est égal si et seulement si le groupe U(n) est cyclique et engendré par le résidu de a. Ce résidu est alors appelé une racine primitive modulo n.
Il existe des racines primitives modulo n si et seulement si U(n) est cyclique, et dans ce cas, il en existe φ(φ(n)). Par exemple, si p est un nombre premier, U(p) est cyclique d'ordre φ(p) = p – 1, donc il existe φ(p – 1) racines primitives modulo p.